# Дональд Блінкен
Дональд Майєр Блінкен (англ. Donald Mayer Blinken; 11 листопада 1925, Нью-Йорк — 22 вересня 2022, Іст-Гемптон, Нью-Йорк) — американський дипломат і підприємець. Посол США в Угорщині з 1 квітня 1994 по 20 листопада 1997 року. Батько Ентоні Блінкена.

## Біографія
Народився 11 листопада 1925 року в Нью-Йорку в сім'ї Моріса та Етель Блінкенов (Блінкіних), євреїв за походженням. Його дід по батьківській лінії — Меїр Блінкен, уродженець м. Переяслав Київської губернії, випускник Київського комерційного училища, що публікувався на їдиші. Дональд мав двох братів: Роберта і Алана — посла США в Бельгії.
Під час Другої світової війни служив у повітряному корпусі армії США. У 1948 році закінчив Гарвардський університет зі спеціальністю з економіки.
Був директором і одним із засновників Warburg Pincus, інвестиційної компанії зі штаб-квартирою в Нью-Йорку. Був президентом фонду Марка Ротко.
Його син від шлюбу з Джудіт Блінкен — Ентоні, у січні 2021 року був призначений на посаду державного секретаря США.
Помер 22 вересня 2022.